# Даю год
«Даю год» (англ. I Give It a Year) — британская романтическая комедия 2013 года студии Working Title Films, режиссёрский дебют сценариста «Али Джи шоу», «Али Джи в парламенте», «Бората» и «Бруно» Дэна Мазера. Дата мировой и российской премьеры: 8 февраля и 14 марта 2013 года.

## Сюжет
Джош и Нэт — молодожёны, чей брак подвергается угрозам как со стороны бывших девушек и перспективных женихов, так и из-за бытовых проблем.

## В ролях
- Роуз Бирн — Наташа "Нэт" Редферн
- Рейф Сполл — Джошуа "Джош" Мосс
- Саймон Бейкер — Гай Хэррэп
- Анна Фэрис — Хлоя
- Минни Драйвер — Наоми
- Стивен Мерчант — Денни
- Джейсон Флеминг — Хьюг
- Оливия Колман — Линда
- Джейн Эшер — Диана
- Клэр Хиггинс — Элэйн
- Дейзи Хаггард — Хелен